# Râul Runc, Suha
Râul Runc sau Râul Braniștea este un curs de apă, afluent al râului Suha. 

## Hărți
- Harta județului Suceava